# Telectadium
Telectadium es un género perteneciente a la familia de las apocináceas con tres especies de plantas fanerógamas . Es originario de Asia en Laos y Vietnam.

## Descripción
Son  arbustos bajos; con brotes glabros o escasamente pubescentes cuando son jóvenes. Las hojas son opuestas o verticiladas, de 5-10 cm de largo, 0.8-1.5 cm de ancho, lanceoladas, basalmente cuneadas, el ápice agudo, glabras; con  línea interpetiolar.
Las inflorescencias son terminales, con  4 a muchas flores, tiene brácteas florales visibles.

## Especies
- Telectadium dongnaiense Pierre ex Costantin
- Telectadium edule Baill.
- Telectadium linearicarpum Pierre